# 徐文赞
徐文赞（1928年—2021年）台湾桃園人，桃园事件受刑人。2021年2月25日因摔傷造成嚴重骨折導致多重器官衰竭，衛生福利部桃園醫院病逝，享年93歲。

## 生平
日本占领台湾时期，徐文赞在交通局线路科无线电科工作。1947年二二八事件之后，徐文赞开始对蒋介石政权不满，从书摊买来《观察》、《新闻天地》、《老百姓》、《展望》等刊物，了解第二次国共内战情况，并阅读过艾思奇《大众哲学》、《青年修养》，后者是讲中国共产党党员修养，要求党员推动社会改革。1948年秋，外省来台湾人员明显增加，徐文赞所在的收报台也接收了来自上海的职员。1949年5月20日，台湾开始戒严。1949年10月1日，中华人民共和国成立。1949年底，台湾开始“抓匪谍”。
在这种戒严形势下，徐文赞更想了解中国共产党在台湾的地下活动，多方打探消息，接近杨阿木（因1953年“省工委会桃园地委会桃园支部杨阿木等案”而被枪决），并提出加入中国共产党。因为日本统治台湾时期，徐文赞的父亲因信仰孙中山而改姓“中山”，名道夫，意为中山之道的长子，凡改姓者均被台湾人戏称为“三脚仔”，徐文赞受父亲改姓的影响而无法立即加入中国共产党。
1948年2月，中华民国交通部桃园无线电收报台员工林清良参加中共地下党组织，先后受罗定天、张志忠、周慎源等人领导，利用电讯技术班、代数班、英文班等的名义，吸收了赖凤朝、李诗泽、徐文赞、徐朝吉、黄汉忠、简万坤等人，成立了电台活动小组，后来扩建为「桃园无线电报国队」。1950年6月，「桃园无线电报国队」改组为「桃园无线电台支部」，林清良任支部书记，赖凤朝、李诗泽分别担任组织干事、宣传干事，徐文赞等人为直属组员，分别到观音、中坜、圆山等中华民国交通部无线电收发报台发展关系。赖凤朝也在大园、新庄创建「大园革委会」、「新庄子妇女文化工作队」，由周慎源领导。
1950年6月初，党组织通知徐文赞在7月1日（中国共产党成立日）宣誓加入中国共产党，成为候补党员，并准备成立无线电支部。但因韩战爆发，宣誓被延后，7月下旬党组织活动停止。因此他未能加入中国共产党。
那时，党组织在桃园准备收发报机，待中共解放台湾时使用。徐文赞负责制作了两个收信机，赖凤朝做了两个发信机，经过试验，可以备用。
1951年7月，中共桃园街头支部书记杨阿木被当局逮捕。1951年8月，林清良在桃园镇开设顺音无线电波行。1951年10月间，刑事警察总队桃园肃残联合小组发现逃亡的林元枝、周慎源的线索之后，逮捕了徐文赞、林清良、赖凤朝、李诗泽、徐朝吉、黄汉忠、简万坤等7人。1952年8月8日，「省工委桃园无线电林清良等案」宣判，林清良、赖凤朝、李诗泽被以传阅中共文件书籍，“意图颠覆政府并着手实施”等罪名判处死刑，徐文赞被判处无期徒刑，徐朝吉被判处有期徒刑15年，黄汉忠、简万坤被判处有期徒刑10年。
此后，徐文赞从军法处被押往安坑军监被关押8年，又被送往绿岛新生训导处及台东泰源监狱关押9年。因为泰源事件而被送回绿岛的绿洲山庄监狱关押12年。共计关押32年3个多月。在狱中，徐文赞深受共产主义思想影响，曾读德国社会主义者雷马克的《生命的火花》。1984年，徐文赞获释，那时其妻子早已改嫁，與前妻生的女兒由父家撫養至成人。徐文赞59岁再婚，但與再婚的妻子並無孩子。晚年他已不再是共产主义者，而成为社会主义者。

## 延伸阅读
- 《重生与爱︰桃园县人权历史口述文集》